# Жале (Куявсько-Поморське воєводство)
Жале (пол. Żałe) — село в Польщі, у гміні Бжузе Рипінського повіту Куявсько-Поморського воєводства.
Населення — 598 осіб (2011).
У 1975—1998 роках село належало до Влоцлавського воєводства.

## Демографія
Демографічна структура станом на 31 березня 2011 року:
|          | Загалом | Допрацездатний вік | Працездатний вік | Постпрацездатний вік |
| -------- | ------- | ------------------ | ---------------- | -------------------- |
| Чоловіки | 306     | 76                 | 202              | 28                   |
| Жінки    | 292     | 62                 | 167              | 63                   |
| Разом    | 598     | 138                | 369              | 91                   |